# The Graham Norton Show
The Graham Norton Show è un programma televisivo britannico presentato dal conduttore televisivo e comico irlandese Graham Norton, in onda dal 22 febbraio 2007 inizialmente su BBC Two e in seguito su BBC One. La trasmissione ha vinto vari Premi BAFTA Television nel corso degli anni.

## Storia del programma
Dopo aver condotto altre trasmissioni eponime, Graham Norton presenta The Graham Norton Show su BBC Two a partire dal 22 febbraio 2007 con una prima stagione di 19 episodi. Il programma viene riconfermato sulla medesima rete televisiva per altre 4 stagioni andate in onda nell'arco di due anni (2007-2009), per poi essere trasferito sulla rete ammiraglia della BBC, la BBC One, per le edizioni successive. Per i primi 11 anni di attività, il programma è stato trasmesso dai The London Studios, salvo poi venire trasferito presso il Television Center in seguito alla chiusura del precedente stabilimento. A partire dal 2010 viene trasmesso nella prestigiosa fascia orario del venerdì sera.
In seguito al successo ottenuto in patria, la trasmissione ha iniziato ad essere proposta anche in altri paesi su diverse reti televisive. Negli Stati Uniti e in Canada viene ad esempio trasmessa sulle reti BBC America e BBC Canada.

## Premi e riconoscimenti

### British Academy Television Awards[1]
- Best Entertainment Programme (2011) Vinto
- Best Entertainment Performance (2011) Vinto
- Best Entertainment Performance (2012) Vinto
- Best Entertainment Programme (2013) Vinto
- Best Entertainment Performance (2013) Vinto
- Best Comedy and Entertainment Programme (2015) Vinto
- Best Entertainment Performance (2015) Vinto
- Best Entertainment Performance (2016) Vinto
- Best Entertainment Performance (2018) Vinto
- Best Entertainment Performance (2019) Vinto
- Best Entertainment Performance (2020) Vinto
- Best Comedy and Entertainment Programme (2020) Vinto
- Best Entertainment Performance (2021) Vinto